# Espinau (Biscarri)
Espinau és un indret del terme municipal d'Isona i Conca Dellà, a l'antic terme de Benavent de Tremp, al Pallars Jussà.
El lloc és a llevant del nucli principal del poble de Biscarri, a ponent de l'Abudell. És al nord-est de Cal Tapions i Cal Blanc.